# Olympique Lyonnais 1955-1956
Questa voce raccoglie le informazioni riguardanti l'Olympique Lyonnais nelle competizioni ufficiali della stagione 1955-1956.

## Maglie
Vennero confermate le divise introdotte nella stagione precedente.
| Manica sinistra · Maglietta · Maglietta · Manica destra · Pantaloncini · Calzettoni |

## Rosa
| N. |                    | Ruolo | Calciatore         |
| -- | ------------------ | ----- | ------------------ |
|    | Francia (bandiera) | P     | Henri Alberto      |
|    | Francia (bandiera) | P     | Pascal Beetschen   |
|    | Francia (bandiera) | D     | Raymond Dutto      |
|    | Francia (bandiera) | D     | Paul Kotula        |
|    | Francia (bandiera) | D     | André Lerond       |
|    | Francia (bandiera) | D     | Aimé Mignot        |
|    | Francia (bandiera) | D     | Robert Mouynet     |
|    | Francia (bandiera) | D     | Marcel Nowak       |
|    | Francia (bandiera) | C     | Jean-Pierre Knayer |
|    | Francia (bandiera) | C     | René Monnet        |

| N. |                     | Ruolo | Calciatore         |
| -- | ------------------- | ----- | ------------------ |
|    | Francia (bandiera)  | C     | Camille Ninel      |
|    | Francia (bandiera)  | A     | Émile Antonio      |
|    | Francia (bandiera)  | A     | Lucien Farmanian   |
|    | Svizzera (bandiera) | A     | Jacques Fatton     |
|    | Francia (bandiera)  | A     | Abdelhamid Kermali |
|    | Francia (bandiera)  | A     | François Konrady   |
|    | Francia (bandiera)  | A     | René Ramon         |
|    | Francia (bandiera)  | A     | Robert Salen       |
|    | Francia (bandiera)  | A     | Louis Sarrin       |
|    | Francia (bandiera)  | A     | Ernest Schultz     |